# 王德威尔得站
王德威尔得站（Vandervelde）是布鲁塞尔地铁1号线的车站，位于比利时布鲁塞尔首都大区圣兰布雷赫茨-沃吕沃。

## 名称
该站位于以比利时社会主义政治家埃米尔·王德威尔得命名的王德威尔得大道（Avenue Émile Vandervelde/Emile Vanderveldelaan）下方，因而得名。